# Ghoria postfusca
Ghoria postfusca is een vlinder uit de familie van de spinneruilen (Erebidae). De wetenschappelijke naam van deze soort is voor het eerst voorgesteld als Gnophria postfusca door George Francis Hampson in een publicatie uit 1894.
De soort komt voor in de noordwestelijke Himalaya.